# Liste der Monuments historiques in Le Bourget
Die Liste der Monuments historiques in Le Bourget führt die Monuments historiques in der französischen Gemeinde Le Bourget auf.

## Liste der Bauwerke
| Bezeichnung       | Beschreibung | Standort | Kennzeichnung | Schutzstatus | Datum | Bild           |
| ----------------- | ------------ | -------- | ------------- | ------------ | ----- | -------------- |
| Kirche St-Nicolas |              | (Lage)   | PA00079930    | Inscrit      | 1929  | weitere Bilder |

## Liste der Objekte
- Monuments historiques (Objekte) in Le Bourget in der Base Palissy des französischen Kultusministeriums